# Петар Гојниковић
Петар (грч. Πέτρος; између 843. и 846. — после 917) био је кнез Србије од 892. до 917. године. Један је од најзначајнијих припадника српске династије Властимировића. Владао је и проширио прву српску кнежевину и добио неколико ратова против осталих чланова породице који су тражили круну. Био је први српски монарх са хришћанским (несловенским) именом.
Био је син Гојника, који је био протеран у Хрватску, јер се побунио против српског кнеза Мутимира.

## Детињство и младост
Петар је рођен између 870. и 874. године, као син кнеза Гојника, најмлађег сина оснивача династије Властимира. Његово византијско хришћанско име, у односу на претходну генерацију паганских имена, показује ширење христијанизације међу Србима. У време његовог рођења, Србијом је владала као олигархија коју су чинила три брата Мутимир, Гојник и Стројимир, иако је Мутимир, најстарији, имао врховну власт.
880-их година Мутимир је преузео престо, протеравши своју млађу браћу и Клонимира, Стројимировог сина, на двор Бориса Бугарског. Ово је највероватније било због издаје. Млади Петар је из политичких разлога задржан на српском двору Мутимиру, али је убрзо побегао код Бранимира из Хрватске.
Тада Стефан и Бран вероватно нису имали више од 14 година, што значи да је Петар вероватно рођен између 843. и 846. године, али никако после 850. године. Након овог рата Србија побољшава односе са Бугарском и према њој води спољну политику.
После овог долази до сукоба између Мутимира и његове браће, Стројимира и Гојника. Мутимир их је протерао у Бугарску и у то време се први пут помиње Петар. Мутимир је Петра задржао на свом двору као таоца. Касније Петар бежи у Хрватску. Мутимир је умро 891. године, а наследили су га синови, Стефан, Бран и Прибислав као главни владар.

## Владавина

### Преузимање власти (892)
Године 892. Петар долази у Србију из Хрватске због освете, заузима престо и збацује Прибислава, а Прибислав, Бран и Стефан су се склонили у Хрватску, али могуће је да су се склонили и у Бугарску. У то време у Хрватској је владао Бранимир и 892. године се његова владавина и завршава, а наследио га је Мунцимир. Живковић мисли да је могуће да их је Бранимиров син Мунцимир вероватно пустио, а они су вероватно отишли у Бугарску Изгледа да на Петрово преузимање власти није утицала ни једна већа сила, осим можда Хрватске преко родбинских веза. Долази до питања са којом војском је Петар збацио Прибислава? Живковић мисли да је ту политичку моћ Петар, на хрватском двору добио преко женидбе. Изгледа да је Петру за такво преузимање престола фалио легитимитет.
Бран је дошао из Хрватске или Бугарске, 895. године, како би се осветио Петру и заузео престо, али бива поражен од стране Петра и ослепљен. Сматра се да је Петар ослепео Брана како би га спречио да поново покуша да преотме српски престо. Истовремено, та казна је била одличан пример како би могао да прође свако ко покуша да уђе у борбу за владарски трон. Та епизода из историје династије Властимировић је први у изворима забележени случај извршења телесне казне у средњовековној Србији и једини који се односи на династију Властимировић.

### Клонимирова побуна (896)
У време византијско-бугарског рата 894 — 896. године, пада покушај и Стројимировог сина, Клонимира, да преузме власт у Србији. Симеон је тада освојио 30 драчких утврђења, а Клонимира је тада вероватно послао у Србију, да се не би Петар умешао на страну Византије.
Клонимиру је Борис, цар Бугарске, за жену дао Бугарку. Изгледа да је она била из царске породице, а са њом је имао и сина Часлава. Тако да је та родбинска веза вероватно била и разлог зашто је Симеон послао њега, јер је знао да ако Клонимир заузме престо, он ће имати добре односе са Бугарском.
Клонимирова побуна је на почетку била веома успешна, успео је да заузме град Дестиник и то „са циљем да преузме власт”. Обично се сматрало да је Дестиник неки град на граници Србије и Бугарске, али пишчев исказ „са циљем да преузме власт” вероватно наглашава да је тај град био престоно место оновремене Србије. Порфирогенит увек ставља главни град неке државе као први на месту списка градова, као што је за Хрватску Нин, за Србију је то Дестиник.
Петар је Клонимира896/897. године поразио, вероватно код Дестиника и напокон је можда постао признат исте године као легитимни владар Србије од стране византијског цара. Проблеме са Бугарском је решио тако што је потписао мир са Бугарима вероватно исте године, а са Симеоном се чак и окумио. Наредних 20 година ће Петар да влада у миру.
Порфирогенитов навод да је Симеон био кум Петру, остао је неразјашњен. Према српском преводу Б. Ферјанчића, излази да је Симеон постао кум Петру, док је према Џепкинсоновом енглеском преводу Симеон постао крштени кум Петровом детету. С друге стране, Симеонов млађи син се такође звао Петар, рођен око 900. године и био је то будући бугарски цар (927—969). Да ли је ово кумство утицало на то да Симеон да свом сину име Петар, баш због Петра Гојниковића? Могуће је и да су се Симеон и Петар побратили.

### Сукоб Бугарске и Византије
Византијски цар Лав VI Мудри је преминуо 11. маја 913. године, а његов брат Александар III га је наследио. Александар је владао до своје смрти 6. јуна 913. године. Ово је било идеално за Симеона, и напао је Византију у области Тракије. У августу 913. године, Симеон се појавио код Цариграда, али није хтео да пљачка или заузме град, већ је хтео само круну. Симеон је за разлику од цара Бориса, био школован у Цариграду и имао је византијску идеологију. Патријарх Никола Мистик признао је Симеона као цара Бугарске, и оженио је његову ћерку са Константином VII Порфирогенитом. У фебруару 914. године, Зоја Карбонопсина, мајка Константина, брзо је збацила Николу као регента (иако га је пустила да остане патријарх), и она, као регент, поништила је Симеонову круну и брачне планове. Зоје је разбеснела Симеона, па је кренуо на освајање Тракије. Ромеји нису имали избора него да траже савезнике, Мађаре, Печењезе и Србе. Изгледа да је Петар чувао неутралност све до 917. године, када се Србија увукла у тај рат.

### Тајни савез против Бугарске
Као што је наведено, 913. године је започет сукоб између Византије и Бугарске, али је Петар упао у тај сукоб, због завере суседа, захумског кнеза Михаила Вишевића. Драчки стратег Лав Рабдух се састао са Петром у Паганији, који га је убеђивао да са Угарима интервенише против Бугара. Изгледа да су Ромеји хтели да увуку бугарске суседе у коалицију против Симеона, али до коалиције никада није дошло. Изгледа да је за ово сазнао Михаило Вишевић и обавестио Симеона. Порфирогенит је записао да је ово он урадио због љубоморе. Не може се рећи да је баш љубомора, више из политичких разлога, јер изгледа да је Михаило Вишевић хтео да он завлада Србијом уместо Петра, а ту помоћ је пронашао у Бугарској.

### Крај владавине и збацивање са власти (917)
Непосредно након битке код Анхајала, 20. августа 917. године, која се завршила катастрофалним византијским поразом, Симеон се окренуо ка Србији и послао војску под заповедништвом Сиргице Теодора и Мармаја. Заједно са бугарским војводама послат је и Павле, син слепог Брана, као будући владар Србије.
Бугарски заповедници су ступили у преговоре са Петром и убедили да се преда, рекавши да му неће ништа лоше наудити. Петар их је послушао, а они су га заробили и одвели у Бугарску, где је касније умро у затвору.
Уклањањем кнеза Петра са власти, доведен је бугарски штићеник Павле, син слепог Брана, унук кнеза Мутимира. Касније ће се две силе, Бугарска и Византији, борити да придобију Србију као савезника.

### Границе државе
Кнез Петар је држао Рашку, Босну и Паганију, а Травунију као вазала. Паганију је освојио пре 913. године, Босна је вероватно била и саставни део државе и пре, а Травунија је вазал Србије још од времена кнеза Властимира. За време Петра у Травунији су вероватно владали Хвалимир (друга половина 9. века – почетак 10. века) и Чучимир (почетак 10. века – 931). Према америчком историчару Фајну, Петар је између 914. и 917. године освојио Босну, од босанског кнеза Тишемира, а касније је освојио и Паганију, ова теорија је мање вероватна. Изван његове власти били су Захумље, под независним кнезом Михаилом Вишевићем, и Дукља, која је вероватно била под утицајем Византије.

## Базилика у Мартинићима
Базилика се налази на локалитету Градина, село Мартинићи, близу Подгорице у Црној Гори, можда на месту града Лонтодукла, који је поменут у делу Порфирогенита. Пронађени су даљим ископавањем фрагменти на грчком језику, које су поједини истраживачи довели у везу са Ктитором. Мисле да је то могао бити Петар Гојниковић. Натписи могу да указују и на то да датирају у време византијске власти на територији Дукље. Изградња ове базилике би могла да датира у време владавине византијског цара Василија I, што је и период покрштавања Срба. Остаци грађевине су откривени 1956. године. О овој базилици не постоје никакве информације, а сва сазнања о њој заснована су на археолошким истраживањима у периоду између 1972. и 1989. године.

### Викизворник
- Константин Порфирогенит, „De administrando Imperio“ (О управљању Царством) (глава 32)